# Assenay
Assenay ist eine französische Gemeinde mit 137 Einwohnern (Stand 1. Januar 2022) im Département Aube in der Region Grand Est (vor 2016 Champagne-Ardenne). Sie gehört zum Arrondissement Troyes und zum Kanton Les Riceys. Die Einwohner nennen sich Asnacussiens/Asnacussiennes. 

## Geografie
Die Gemeinde liegt etwa 13 Kilometer südlich von Troyes im Süden des Départements Aube. Das Flüsschen Mogne verläuft im Süden des Gemeindegebietes. Nachbargemeinden sind Villy-le-Maréchal im Nordosten und Osten, Villy-le-Bois im Osten und Südosten, Saint-Jean-de-Bonneval im Südwesten und Westen sowie Roncenay im Nordwesten.

## Geschichte
Der Ort wurde im 12. Jahrhundert unter dem lateinischen Namen Ascenaium erstmals in einem Dokument erwähnt. Eine erste französische Form tauchte als Acenay in einem Dokument von 1200 auf. Assenay war Teil der Vogtei (Bailliage) Troyes. Bis zur Französischen Revolution lag die Gemeinde in der Provinz Champagne. Von 1793 bis 1801 war Assenay dem Distrikt Ervy und dem Kanton Saint Jean de Bonneval zugeteilt. Von 1801 bis 2015 lag die Gemeinde im Kanton Bouilly und ist seither Teil des Kantons Les Riceys. Seit 1801 gehört Assenay zum Arrondissement Troyes.

## Bevölkerungsentwicklung
| Jahr                       | 1962 | 1968 | 1975 | 1982 | 1990 | 1999 | 2007 | 2019 |
| Einwohner                  | 43   | 46   | 64   | 63   | 77   | 95   | 141  | 145  |
| Quellen: Cassini und INSEE |      |      |      |      |      |      |      |      |

## Verkehr
Assenay liegt unweit von bedeutenden überregionalen Verkehrswegen. Eine Haltestelle und Zugverbindungen gibt es in der Gemeinde seit 1996 keine mehr. Damals wurde die Strecke von Troyes nach Saint-Florentin stillgelegt. In Troyes gibt es gute Verkehrsverbindungen auf der Schiene und per Bus. Wenige Kilometer nördlich führt die E54 vorbei. Der nächstgelegene Anschluss ist in Saint-Thibault. Für den regionalen Verkehr sind die D25 und D123 wichtig, die durch das Dorf führen.